# Priwoksalnaja-Platz
Koordinaten: 56° 51′ 27″ N, 60° 36′ 22″ O
Der Priwoksalnaja-Platz (deutsch: Bahnhofsvorplatz) ist ein Platz im Wohngebiet Vokzalny des Rajon Zheleznodorozhny in Jekaterinburg. Das Gebiet ist begrenzt: im Norden durch den Bahnhofsgebäudekomplex und die Woksalnaja-Straße, im Westen und Osten durch fünfstöckige Wohngebäude, im Süden durch die Tscheljuskinzew-Straße.

## Geschichte

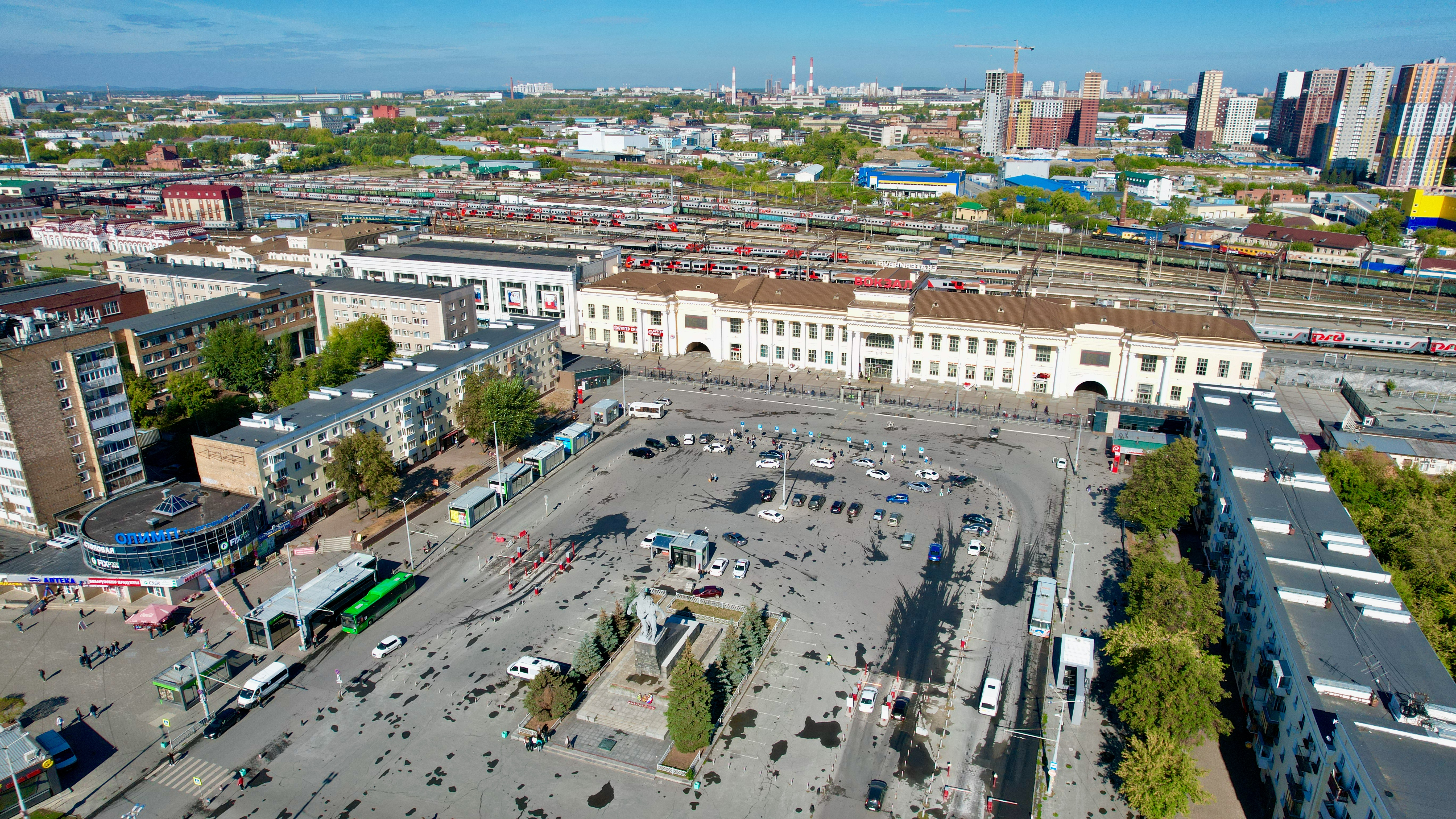
Gesamtansicht des Priwokzalnaja-Platzes von oben

Der Priwoksalnaja-Platz entstand nach dem Bau eines neuen Bahnhofsgebäudes im Jahr 1910 durch den Architekten Konstantin Trofimowitsch Babykin, der Student an der Universität Kiew war. Der Platz entstand südlich vom Bahnhof. Zu Beginn des 20. Jahrhunderts befanden sich der Bahnhof und der Platz am nördlichen Rand der Stadt Jekaterinburg, an der Stelle, von der die Arsenjewski-Allee ausging und von wo aus die Werchoturski-Autobahn begann. Im Jahr 1908 wurde der Platz mit dem fünfstöckigen Backsteingebäude der Bortschaninow-Perwuschin-Mühle geschmückt, die dem südlichen Teil des Platzes zugewandt war. Neben der Mühle wurde das Büro der Permer Dampfschiffbesitzer, der Gebrüder Kamenski, errichtet. An ihrer Stelle befindet sich heute ein Hotel (ehemals „Swerdlowsk“). Zwischen den beiden Straßen, die zum alten und neuen Bahnhof führten, befand sich zu Beginn des 20. Jahrhunderts nur ein Gebäude – ein Grundschulgebäude aus Halbsteinen. Nach 1917 entstanden an dieser Stelle Holzhäuser der Eisenbahner.
Während der Sowjetzeit wurde der Platz mehrmals umgebaut: 1939 wurde das zweite Stockwerk des neuen Bahnhofs errichtet und entlang der Fassade entstand eine monumentale Kolonnade. Im Jahr 1956 wurden dem Gebäude Anbauten mit Bögen hinzugefügt. Im Jahr 1961 wurden entlang der östlichen und westlichen Grenzen des Platzes gesichtslose fünfstöckige Backsteinwohngebäude der Standardserie errichtet, die nicht nur den Platz nicht schmückten, sondern auch für Unbehagen bei ihren Bewohnern sorgten.
In den 1990er Jahren wurde zwischen den Gebäuden des alten und neuen Bahnhofs ein weiteres Bahnhofsgebäude in modernen architektonischen Formen errichtet (Architekt W.R. Rabinowitsch). In den Jahren 1997–2001 wurde der Bahnhof umgebaut.

## Denkmäler und Gedenktafeln

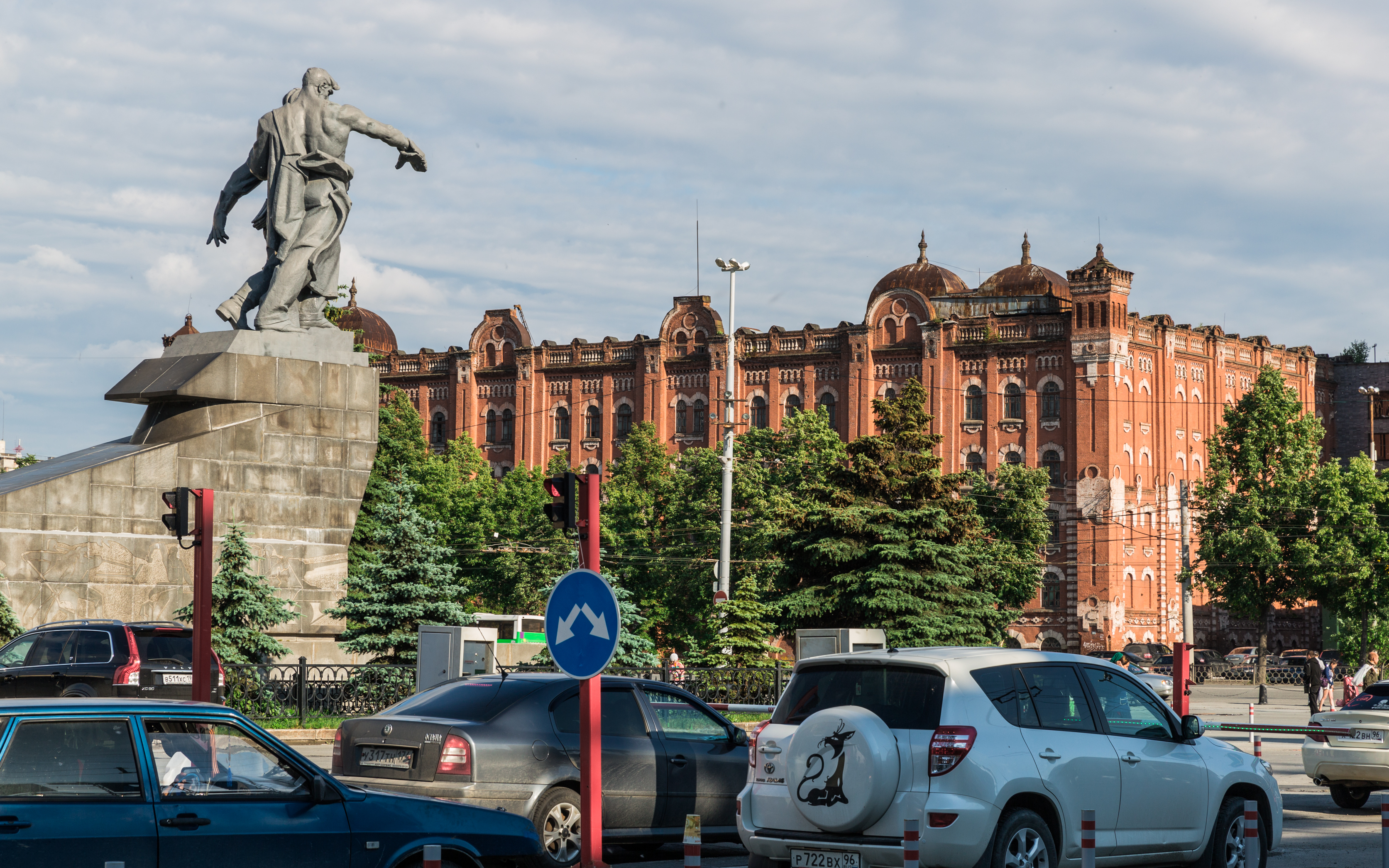
Denkmal für Ural-Garde-Panzerkorps auf dem Priwoksalnaja-Platz, gebaut zu Sowjetzeiten

Im Jahr 1962 wurde auf dem Platz ein Denkmal für die Soldaten des Uraler Freiwilligen-Panzerkorps errichtet (Bildhauer W. M. Drusin und P. A. Saschin, Architekt G. I. Beljankin). Das Denkmal besteht aus einer Komposition aus zwei Figuren: einem alten Ural-Arbeiter, der den Ural verkörpert, und einem jungen Panzersoldaten, der die Heimat verteidigt. Beide Figuren sind auf einem Sockel montiert, der einem Panzerturm ähnelt.

## Transport
Das Bahnhofsgebiet ist von großer verkehrstechnischer Bedeutung. Hier enden mehrere Obus- und Omnibuslinien. Bis in die 1970er Jahre befand sich auf dem Platz ein Straßenbahnring.
Zu Sowjetzeiten fuhren vom Priwoksalnaja-Platz Ausflugsbusse ab, mit denen man eine Konvoitour durch Swerdlowsk oder einen Ausflug in den Swerdlowsker Zoo unternehmen konnte. In den 1980er Jahren befand sich ihr Parkplatz vor dem Haupteingang des Bahnhofsgebäudes.

### Oberirdischer Öffentlicher Nahverkehr
- «Woksalnaja-Straße»:

Omnibus: № 48, 57, 59, 65;
Straßenbahn: № 3, 7, 12, 21, 23;
Oberleitungsbus: № 26, 27, 31;

### Nächste U-Bahnstationen
300 m westlich der Westgrenze des Platzes befindet sich die Station Uralskaja der 1. Linie der Metro Jekaterinburg.